# Pedro Pons
Pedro Pons (* 1969 Valencie) je bývalý reprezentant a španělský sportovní lezec. Vítěz světového poháru a mistr Španělska v boulderingu. Okolo roku 2014 se staral o refugio u lezecké oblasti Chulilla.

## Výkony a ocenění

### Závodní výsledky
| Mistrovství světa | Mistrovství světa |
| Rok               | 1995              |
| ----------------- | ----------------- |
| Obtížnost         | 33-34             |
| Rychlost          | 11                |

| Světový pohár | Světový pohár | Světový pohár | Světový pohár | Světový pohár | Světový pohár | Světový pohár | Světový pohár | Světový pohár |
| Rok           | 1993          | 1994          | 1995          | 1996          | 1997          | 1999          | 2000          | 2001          |
| ------------- | ------------- | ------------- | ------------- | ------------- | ------------- | ------------- | ------------- | ------------- |
| Obtížnost     | 54            | 11            | 23            | 17            | 60            | —             | —             | —             |
| jednotlivě*   | x             | x             | x             | x             | x             | —             | —             | —             |
|               |               |               |               |               |               |               |               |               |
| Bouldering    | —             | —             | —             | —             | —             | 18            | 1             | 24            |
| jednotlivě*   | —             | —             | —             | —             | —             | x             | x             | x             |

* Poznámka: nalevo jsou poslední závody v roce

### Skalní lezení
- 30. srpna 2003: El Gran Bellanco, 9a, Montanejos, Španělsko, první přelez (ESP)